# BE CLASSIC
『BE CLASSIC』（ビー・クラシック）は、日本の男性アイドルグループ・JO1の1作目のベストアルバム。2025年4月2日にLAPONEエンタテインメントから発売された。

## 概要
デビュー5周年を記念した、グループ初となるベストアルバム。
本アルバムのキャッチコピーは「Twist the Classic, We show the next opus.」であり「既存のクラシックを紡ぎ直して、私たちだけのクラシックを見せてあげる」という意味の言葉で「私たちが探していたロマンとは結局、一緒に過ごしてきた時間だったということに気づいたJO1が、最高を目指し（Go to the TOP）、時間が経ってもその価値が下がらないクラシックになる」という意志を表現した。

## 収録曲
タイトル曲「BE CLASSIC」は、ベートーヴェン「交響曲第5番」をサンプリングし「僕たちがやがてクラシックになる」という意志が込められている。また、メンバーのスキルを存分に発揮する3つのユニット曲「EZPZ」「Hottie with the Hot Tea」「Be There For You」が収録されている。
ファンソング「Bon Voyage」には、メンバーの川尻・河野・木全が作曲に、メンバー全員が作詞に参加している。デビュー曲「無限大」は、再録バージョン「無限大 (INFINITY) 2025」として新たに収録。楽曲のテーマを生かしながら、エネルギッシュなドラムと現代的なシンセサウンドを調和させ、ボーカルも全て再録された。
そのほか、これまでにリリースされた楽曲の中から、事前のファン投票で選ばれた楽曲を含めた全45曲が収録されている。

### 初回限定盤A
1. BE CLASSIC
作詞：Hiyori Nara, Imaban, Sooyoon, chAN's
作曲：chAN's, oro, ONE.KI, Sooyoon, isak Alvedahl
編曲：chAN's, oro
本アルバムの表題曲。
2. EZPZ
作詞：Yohei, Yumieda Takumi, Akta
作曲：Shwa, Kieran Davis
編曲：Shwa, Kieran Davis
歌唱メンバー：川尻蓮・佐藤景瑚・豆原一成
3. Hottie with the Hot Tea
作詞：KIKUE, Ryan Shin
作曲：808MAL, Ryan Shin
編曲：808MAL
歌唱メンバー：川西拓実・木全翔也・金城碧海
4. Be There For You
作詞：SEION
作曲：Minyoung Lee, SEION, coldcow
編曲：1by1
歌唱メンバー：與那城奨・白岩瑠姫・河野純喜・大平祥生・鶴房汐恩
5. Bon Voyage
作詞：JO1, Masami Kakinuma
作曲：REN, JUNKI, SYOYA
編曲：YAGO, Dvii
6. 無限大 (INFINITY) 2025
作詞：KZ, B.O, B.EYES
作曲：KZ, Nthonius, B.O, Kim Seung Soo
編曲：Nthonius, Meisobo, KZ
デビューシングル「PROTOSTAR」表題曲。新たにアレンジをしたバージョンとして、ボーカルを再録。
7. Love Seeker
作詞：Ellie Love, Masami Kakinuma, Kevin_D(D_answer), Charlotte Wilson, CELOTRON (Decade +)
作曲：Kevin_D(D_answer), Ddank(D_answer), zamun(D_answer), Charlotte Wilson, CELOTRON (Decade +)
編曲：Kevin_D(D_answer), Ddank(D_answer), zamun(D_answer)
8thシングル「HITCHHIKER」表題曲。
8. WHERE DO WE GO
作詞：Hiyori Nara, Kuzzi, Ryan Shin(153/Joombas)
作曲：Kuzzi, Ryan Shin(153/Joombas), 808MALC, Yeo sang yoon
編曲：808MALC, Yeo sang yoon
9thシングル「WHERE DO WE GO」表題曲。
9. 飛べるから
作詞：大知正紘
作曲：田中隼人、大知正紘
ドキュメンタリー映画『JO1 THE MOVIE 『未完成』-Go to the TOP-』主題歌。
2022年にリリースされたデジタルシングル。当時活動休止していた金城を除く10名での歌唱だったが、本アルバムには、金城の歌唱も含んだ11名の音源が収録された。
ファン投票では、1位となっている。
10. MONSTAR
作詞：SKINNER BOX, STAINBOYS, Ellie Love
作曲：TEITO(KCKT), SKINNER BOX, LUKE(13)
編曲：TEITO
1stアルバム『The STAR』収録曲。
11. Prologue
作詞：Yohei, UTA
作曲：UTA
編曲：UTA
5thシングル「WANDERING」ダブル表題曲。
テレビ東京系アニメ「BORUTO-ボルト- NARUTO NEXT GENERATIONS」エンディングテーマ。
12. Venus
作詞：Kevin_D(D_answer), KAMIHATE(D_answer), gratia
作曲：Kevin_D(D_answer), Helixx, KAMIHATE(D_answer), SUNWOO(THE BOYZ)
編曲：Kevin_D(D_answer), Helixx
3rdアルバム『EQUINOX』表題曲。
13. 僕らの季節
作詞：YOSKE, Kim Mi Ryang(ALIVE KNOB), Kim Ji Hee(ALIVE KNOB), Baek Joo Yeun(ALIVE KNOB)
作曲：Minyoung Lee(EastWest), YOSKE, Yeul(1by1)
編曲：Minyoung Lee(EastWest), Yeul(1by1)
5thシングル『WANDERING』の表題曲。
東京ドームシティウィンターイルミネーション メインツリー演出楽曲（2021年）
14. Born To Be Wild
作詞：SCORE(13), Megatone(13), J.rise, Yhanael
作曲：SCORE(13), Megatone(13)
編曲：SCORE(13), Megatone(13)
3rdシングル「CHALLENGER」表題曲。
ABC-MART × NIKE「NIKE AIR MAX INFINITY2」TV・CF テーマソング（2021年）
朝日放送テレビ『芸能界常識チェック! 〜トリニクって何の肉!?〜』5・6月エンディングテーマ（2021年）
15. Design
作詞：Yohei
作曲：Jung Hohyun(e.one), DONO
編曲：Jung Hohyun
3rdシングル「CHALLENGER」収録曲。
16. ツカメ〜It’s Coming〜(JO1 ver.)
作詞：Ryan S. Jhun, Andrew Choi, Eunsol(1008), DAWN, BiNTAGE, Seo Yi Sung
作曲：Ryan S. Jhun, Andrew Choi, Eunsol(1008), DAWN, BiNTAGE, Seo Yi Sung
編曲：Eunsol, Seo Yi Sung
デビューシングル「PROTOSTAR」収録曲。
オーディション番組『PRODUCE 101 JAPAN』テーマ曲。
17. Run&Go
作詞：KZ, Nthonius
作曲：KZ, Nthonius
編曲：Nthonius
5thシングル「WANDERING」収録曲。
ネスレ日本「あなたの "推しキットカット" は？ 」CMソング（2021年）
18. JOin us!!
作詞：西野蒟蒻
作曲：佐野仁美
編曲：陶山隼, つちやみさと
JRA「2024年度有馬記念プロモーション」テレビCMソング

- DVD「Quiz to the TOP!」前編

### 初回限定盤B
1. BE CLASSIC
2. EZPZ
3. Hottie with the Hot Tea
4. Be There For You
5. Bon Voyage
6. 無限大(INFINITY) 2025
7. Love seeker
8. WHERE DO WE GO
9. 飛べるから
10. Dreaming Night
作詞：KZ, STAINBOYS, CHUNGYOON
作曲：KZ, HONEYSWEAT, PUYO
編曲：KZ, HONEYSWEAT
4thシングル「STRANGER」収録曲。
MBSテレビドラマ特区『ラブファントム』オープニング主題歌。
11. Blooming Again
作詞：Choi Hyun Joon, Yano Mion
作曲：Minyoung Lee(EastWest)
編曲：Minyoung Lee(EastWest), Yeul(1by1)
4thシングル「STRANGER」収録曲。
12. Lemon Candy
作詞：Yu-ki Kokubo, YHEL, JUNKI, Jung Yonghwa
作曲：Jung Yonghwa, Park Soosuk, Seo Jieun
編曲：Park Soosuk, Seo Jieun
8thシングル「HITCHHIKER」収録曲。
13. Romance
作詞：Kako, Kushita Mine
作曲：Kako, Pop time, ONE.KI, Daily、Nmore
編曲：Daily, Nmore, Pop time
7thシングル「TROPICAL NIGHT」収録曲。
関西テレビドラマ『ブルーバースデー』主題歌
ジェンダーレスアクセサリーブランド「CONCORDANCE」登場篇CMソング
14. ICARUS
作詞：SKINNER BOX, MINAMI
作曲：TEITO, SKINNER BOX
編曲：TEITO
4thシングル「STRANGER」収録曲。
15. Touch!
作詞：Jinli(Full8loom), 河野純喜
作曲：Gloryface(Full8loom), Jinli(Full8loom), KEEJUN(Full8loom)
編曲：Gloryface(Full8loom), KEEJUN(Full8loom)
2ndアルバム「KIZUNA」収録曲。
16. YOLO-konde
作詞：JO1
作曲：Bang Chan (3RACHA), Changbin (3RACHA), HAN (3RACHA)
17. ZERO
作詞：SKINNER BOX, SUNHEE (PURPLE NIGHT), TEYU, Ameno Donguri, Miyashiro Yumi
作曲：SKINNER BOX
編曲：SKINNER BOX
2ndアルバム「KIZUNA」収録曲。
18. Trigger
作詞：Bicksancho (YummyTONE), Mospick, Ellie Love
作曲：Bicksancho (YummyTONE), Mospick
編曲：Bicksancho (YummyTONE), Mospick
7thシングル「TROPICAL NIGHT」収録曲。

- DVD「Quiz to the TOP!」後編

### 通常盤
1. BE CLASSIC
2. EZPZ
3. Hottie with the Hot Tea
4. Be There For You
5. Bon Voyage
6. 無限大(INFINITY) 2025
7. Love seeker
8. WHERE DO WE GO
9. 飛べるから
10. Gradation
作詞：T2, Ellie Love, Ume
作曲：Yuki, Dennis Chang, RUIMUI(PAPER MAKER)
編曲：Yuki, Dennis Chang, RUIMUI(PAPER MAKER)
映画『夜が明けたら、いちばんに君に会いにいく』主題歌
3rdアルバム『EQUINOX』収録曲。
11. Phobia
作詞：KZ, B.O, 髙橋詩歩
作曲：KZ, HONEYSWEAT, B.O
編曲：HONEYSWEAT
振付：YEJI KIM (1MILLION)
6thシングル「MIDNIGHT SUN」収録曲。
12. 君のまま
作詞：大知正紘
作曲：田中隼人, 大知正紘
編曲：TEITO
3rdシングル「CHALLENGER「収録曲。
13. ICY
作詞：Ellie Love, Okhan Uenver
作曲：Czaer, Haechi, Okhan Uenver, whyminsu, Glen Choi
編曲：Czaer, Haechi
振付：BBTRIPPIN
9thシングル「WHERE DO WE GO」収録曲。
14. Shine A Light
作詞：YOSKE, Alive Knob, SEION
作曲：Minyoung Lee (EastWest)
編曲：Yeul (1by1)
1stアルバム『The STAR』表題曲。
関西テレビ放送『千原ジュニアの座王』エンディングテーマ
朝日放送テレビ『やすとものいたって真剣です』エンディングテーマ
15. Aqua
作詞：Anna Kusakawa, Itsuka, Hiyori Nara, gratia
作曲：Anna Kusakawa, Kengo Ishibashi, Osamu Fukuzawa
編曲：Kengo Ishibashi, Osamu Fukuzawa
16. Get Inside Me
作詞：Kebee, JONE(PAPERMAKER), Yohei / 訳詞：Mamixoxo
作曲：Kebee, Tenzo, JONE(PAPERMAKER), $$AM
編曲：$$AM, JONE(PAPERMAKER)
3rdシングル「CHALLENGER」収録曲。
17. STAY
作詞：Jinli(Full8loom)
作曲：Gloryface(Full8loom), Jinli(Full8loom), yuka(Full8loom)
編曲：Gloryface(Full8loom), yuka(Full8loom)
4thシング「STRANGER」収録曲。
18. Happy Merry Christmas (JO1 ver.)
作詞：小久保祐希
作曲：小久保祐希、Bae Jae Seok (Solcire)
1stアルバム『The STAR』収録曲。

### FC限定盤
1. BE CLASSIC
2. EZPZ
3. Hottie with the Hot Tea
4. Be There For You
5. Bon Voyage
6. 無限大(INFINITY) 2025
7. Love seeker
8. WHERE DO WE GO
9. 飛べるから
10. Mad In Love
作詞：SQVARE, AVENUE 52, TSINGTAO, Ryo Ito
作曲：ALYSA, Phil Schwan, SQVARE, AVENUE 52, Ricki Ejderkvist
編曲：ALYSA, Phil Schwan, Ricki Ejderkvist
歌唱メンバー：與那城奨、河野純喜、 佐藤景瑚、金城碧海、鶴房汐恩
3rdアルバム『EQUINOX』収録曲。
11. HAPPY UNBIRTHDAY
作詞：T.K
作曲：T.K
編曲：T.K, TEITO, FLUM3N, fol3y, R.I.K
大型展覧会「JO1 Exhibition "JO1 in Wonderland!"」テーマソング
12. My Friends
作詞：YONASHIRO SHO、KZ、Nthonius
作曲：KZ、Nthonius
編曲：Nthonius
2ndシングル「STARGAZER」収録曲。
13. With Us
作詞：MINAMI, Yano Mion, 都城ゆみ
作曲：Woo Min Lee“collapsedone”, Justin Reinstein
編曲：Woo Min Lee“collapsedone”, Justin Reinstein
2ndアルバム『KIZUNA』表題曲。
14. 流星雨
作詞：YOSKE, Kim Su Yeun(ALIVE KNOB), Kim Ji Hee(ALIVE KNOB)
作曲：Minyoung Lee(EastWest), YOSKE, Yeul(1by1)
Minyoung Lee(EastWest), Yeul(1by1)
2ndアルバム『KIZUNA』収録曲。
15. Safety Zone
作詞：SCORE(13)、Megatone(13)、ESBEE、J.Rise
作曲：SCORE(13)、Megatone(13)
編曲：SCORE
1stアルバム『The STAR』収録曲。
16. GO
作詞：Score、Megatone、Onestar
作曲：Score、Megatone、Onestar
編曲：Score
2ndシングル「STARGAZER」収録曲。
17. NEWSmile
作詞：SYOYA・JUNKI・SKY・SHO・SHOSEI
作曲：TSINGTAO・Samuel Kim・Rico Sato・Hiddie・Ryo Ito
編曲：Rico Sato・Hiddie
3rdアルバム『EQUINOX』収録曲。
フジテレビ系『めざまし8』テーマソング
18. We Alright
作詞：Jung Hohyun(e.one), UNOBUCKX, MINAMI
作曲：Jung Hohyun(e.one)
編曲：Jung Hohyun(e.one)
5thシングル「WANDERING」収録曲。

- DVD「JO1 ONE SHOT INTERVIEW」

## チャート成績

### オリコン
- デイリーアルバムランキング（2025年4月1日 - 5日・20日付）で1位を獲得。

| 日付            | 順位 | 推定売上枚数 | 出典  |
| --------------- | ---- | ------------ | ----- |
| 2025年4月1日付  | 1位  | 238,722枚    | [ 3 ] |
| 2025年4月2日付  | 1位  | 24,406枚     | [ 4 ] |
| 2025年4月3日付  | 1位  | 9,812枚      | [ 5 ] |
| 2025年4月4日付  | 1位  | 7,198枚      | [ 6 ] |
| 2025年4月5日付  | 1位  | 5,445枚      | [ 7 ] |
| 2025年4月6日付  | 2位  | 4,679枚      | [ 8 ] |
| 2025年4月7日付  | 2位  | 1,192枚      | [ 9 ] |
| 2025年4月20日付 | 1位  | 12,241枚     |       |

- 週間アルバムランキング（2025年4月14日付）で初週売上29.0万枚を記録し、1位を獲得[10]。グループとしては、アルバム『KIZUNA』の初週売上26.1万枚を上回り、自己最高初週売上を記録[11]。

| 日付            | 順位 | 推定売上枚数 | 出典   |
| --------------- | ---- | ------------ | ------ |
| 2025年4月14日付 | 1位  | 290,262枚    | [ 12 ] |
| 2025年4月21日付 | 3位  | 12,855枚     | [ 13 ] |

- 週間デジタルシングルランキング（2025年4月7日付）で1位。
- 週間デジタルアルバムランキング（2025年4月14日付）で1位。
- 週間合算アルバムランキング（2025年4月14日付）で1位。

### Billboard JAPAN
- Download Songs（2025年3月24日 - 30日集計）で1位。
- Hot Shot Songs（2025年3月24日 - 30日集計）で1位。
- Hot Albums（2025年3月31日 - 4月6日集計）では、CDセールス数334,084枚、ダウンロード数2,276DLでそれぞれ1位、ストリーミング8位を記録。2位とポイントを大きく離して、総合1位に輝いた[14]。

### その他
- レコチョク週間ランキング「シングル / ハイレゾシングル」（集計：2025年3月26日 - 4月1日）で1位。

- アメリカで最も権威のあるラジオチャート「Mediabase Top100 Radio Airplay」で、タイトル曲「BE CLASSIC」が、94位に日本人ボーイズグループとして初めてランクイン。そして45位（2025年4月6日 - 13日集計）まで急上昇し、同チャートの過去最高順位を更新[15]。